# Cyclisme (sport)
Cet article concerne le sport. Pour les autres types de cyclisme, voir Cyclisme.

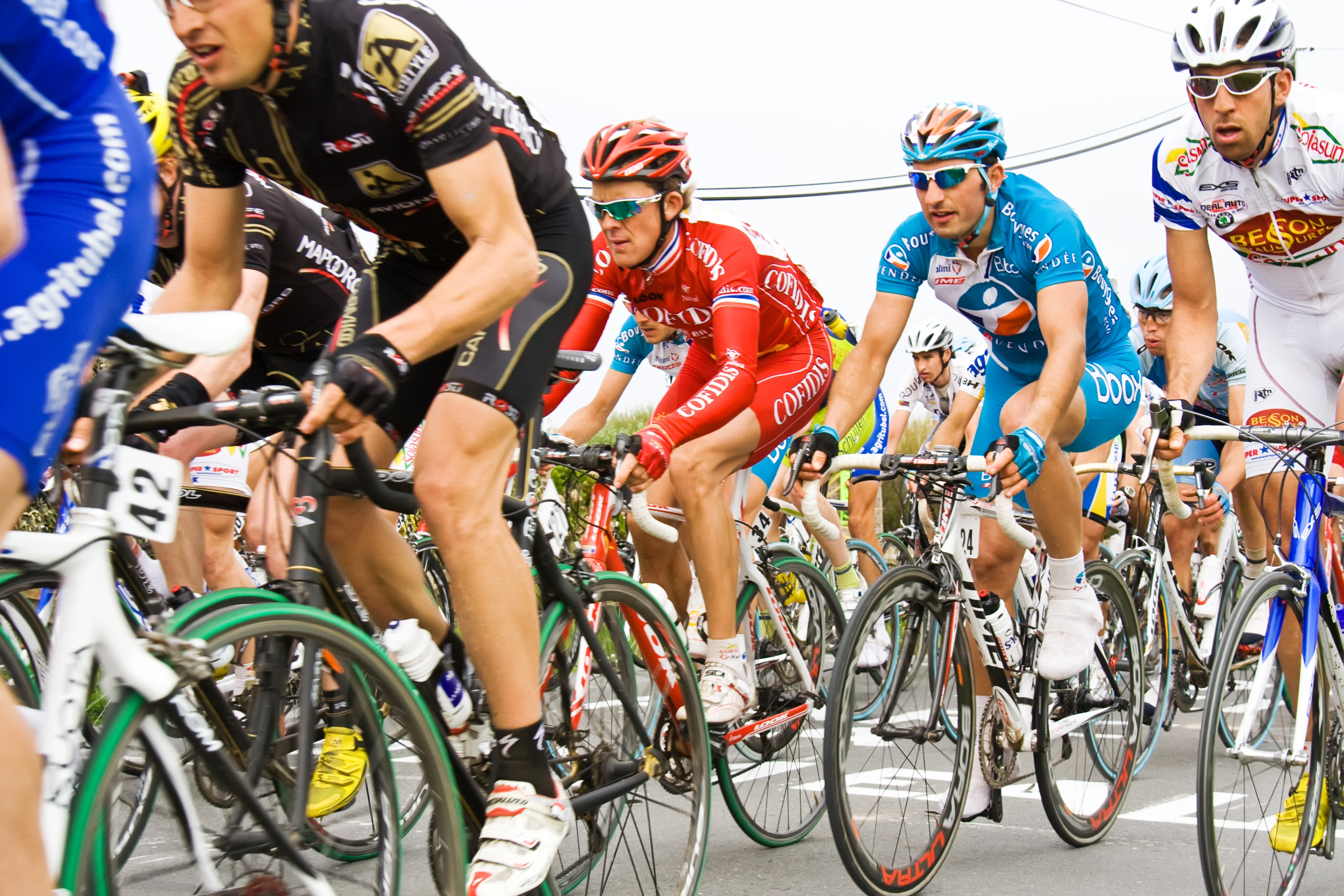
Course au Tro Bro Leon de 2009.

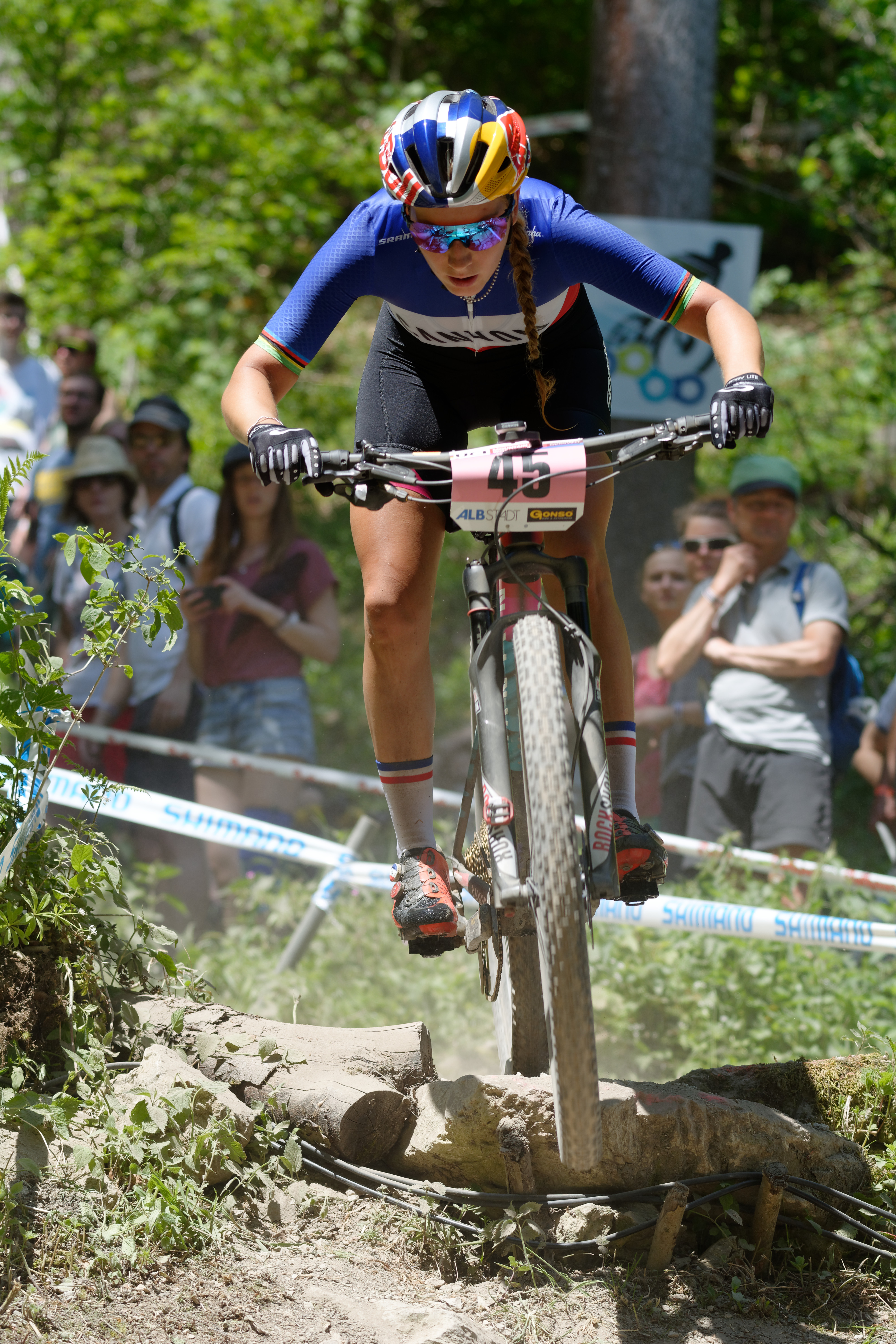
Pauline Ferrand-Prévot lors de la coupe du monde de VTT 2017 à Albstadt.

Le cyclisme est un sport proposant des courses selon plusieurs disciplines dont les principales sont le cyclisme sur route, le cyclisme sur piste, le cyclo-cross, le VTT cross-country (XC), le VTT de descente (DH) et le BMX. L'univers du cyclisme inclut également d'autres pratiques comme le cyclisme en salle ou le polo-vélo ou encore, chez les jeunes, l'école de cyclisme. Le sport cycliste est réglementé au niveau mondial par l'Union cycliste internationale (UCI). Le VTT cross-country, le cyclisme sur route, le cyclisme sur piste et le BMX sont également des sports olympiques.

## Histoire

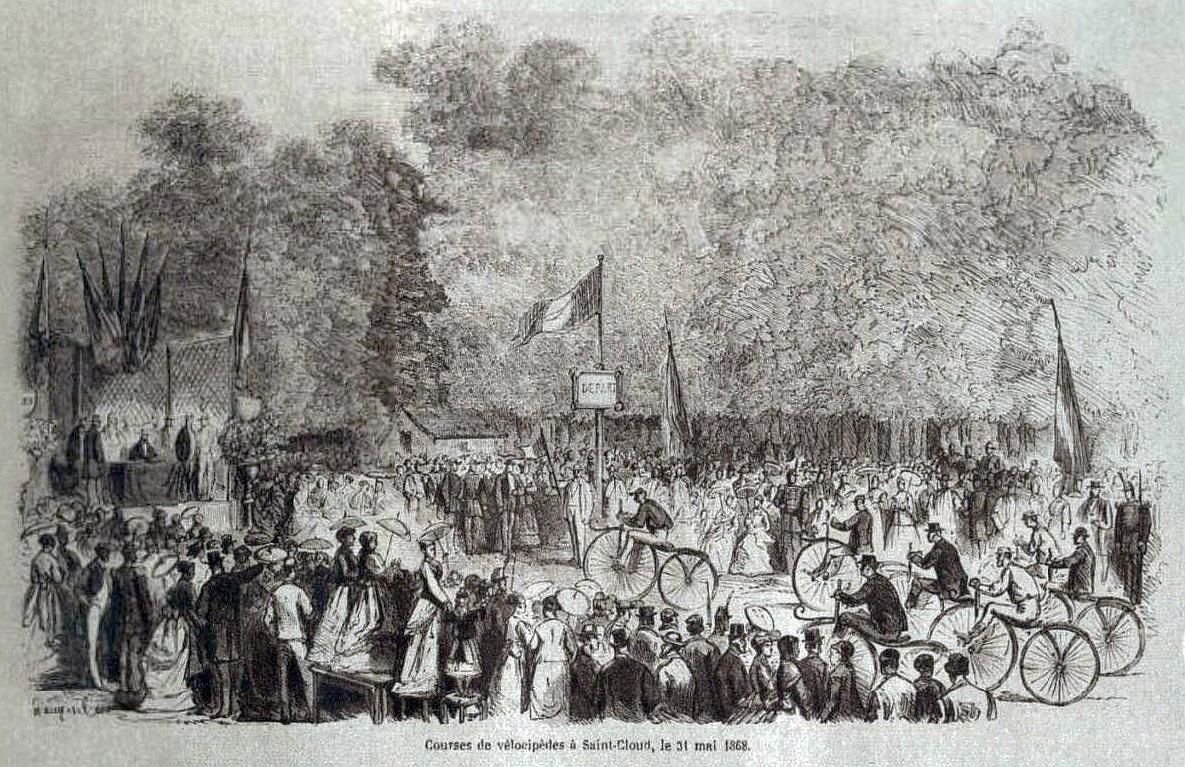
La première course cycliste officielle, le 31 mai 1868 (au Parc de Saint-Cloud, vainqueur James Moore).

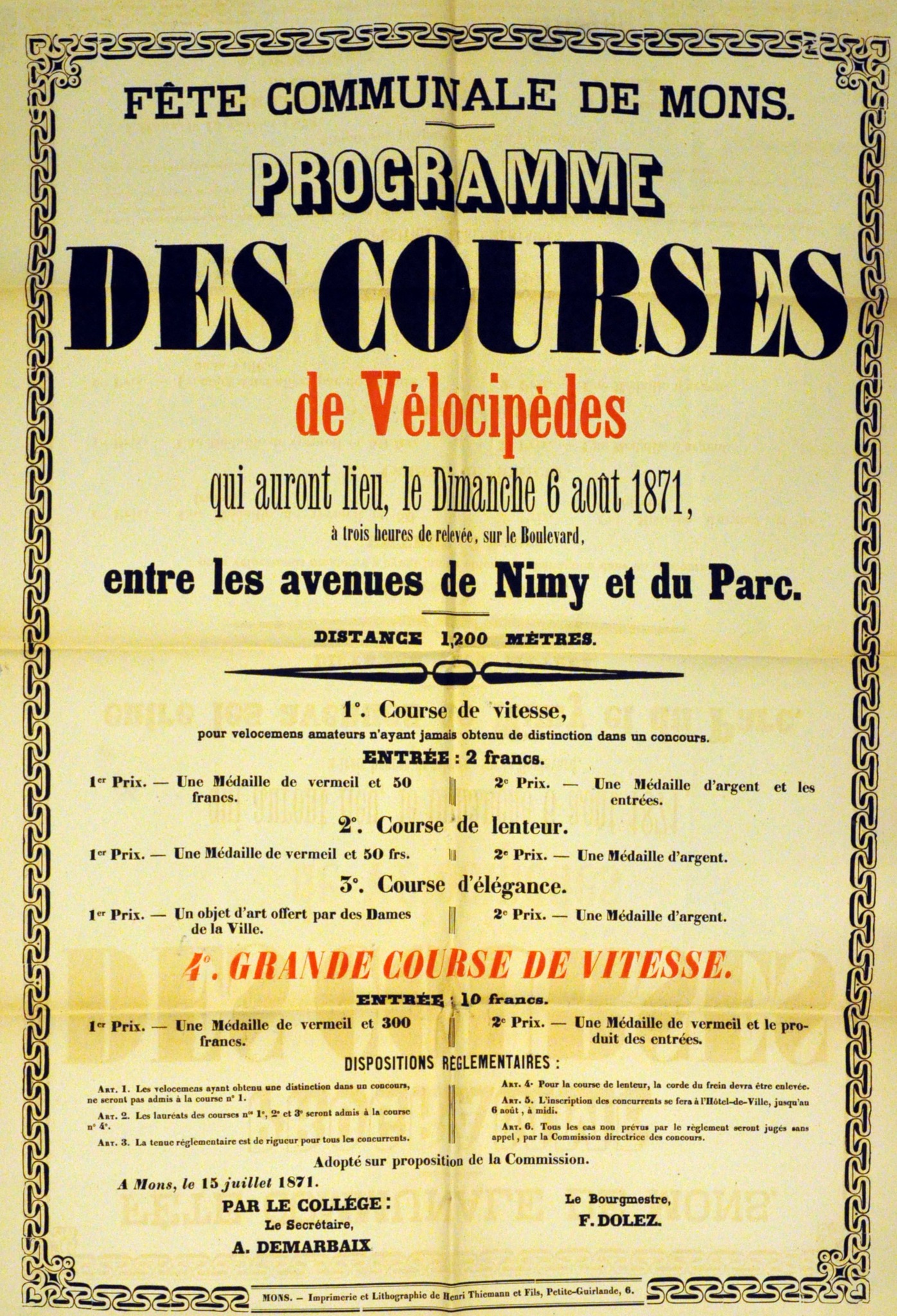
Programme des courses de vélocipèdes qui auront lieu le dimanche 6 août 1871, Mons.

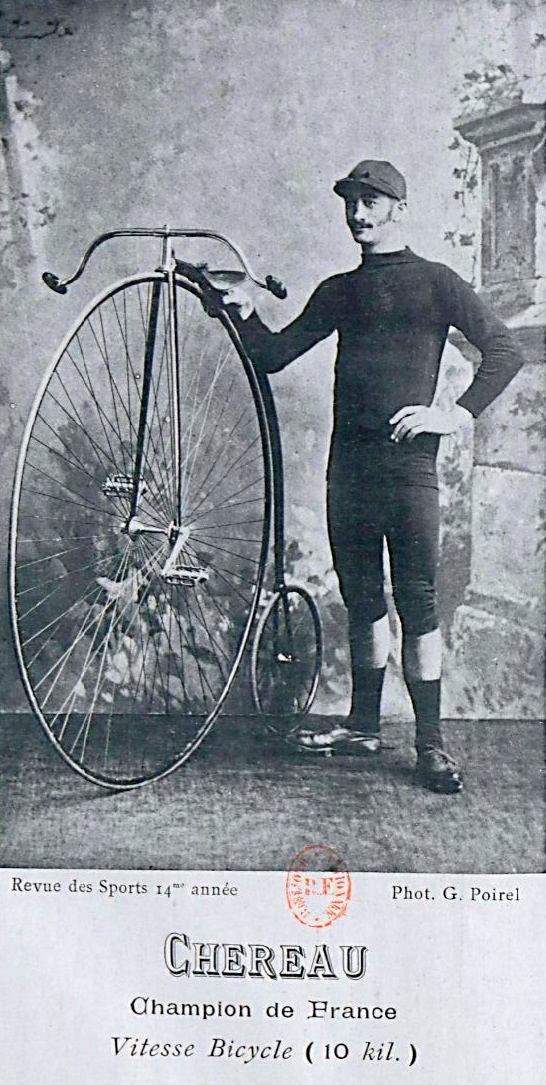
Chereau, champion de France de vitesse sur 10 kilomètres, en avril 1889.

En 1896, le cyclisme devient sport olympique. En 1900, l'Union cycliste internationale est créée.
En 1910, la roue libre fait son apparition sur le Tour de France (compétition créée en 1903), puis le dérailleur en 1937. En 1941, sous le régime de Vichy, Jean Borotra interdit aux femmes de participer à des compétitions cyclistes, jugeant que ce sport est nocif pour elles. En 1945, l'UVF est remplacée par la Fédération française de cyclisme (FFC).
La Fédération Internationale de cyclisme amateur, fondée en 1900 par les membres des fédérations américaine, belge, française, italienne et suisse, fusionne en 1993 avec la Fédération Internationale de cyclisme professionnel pour devenir l'Union cycliste internationale (UCI). Plus de 170 fédérations nationales sont affiliées à l'UCI.

## Équipement

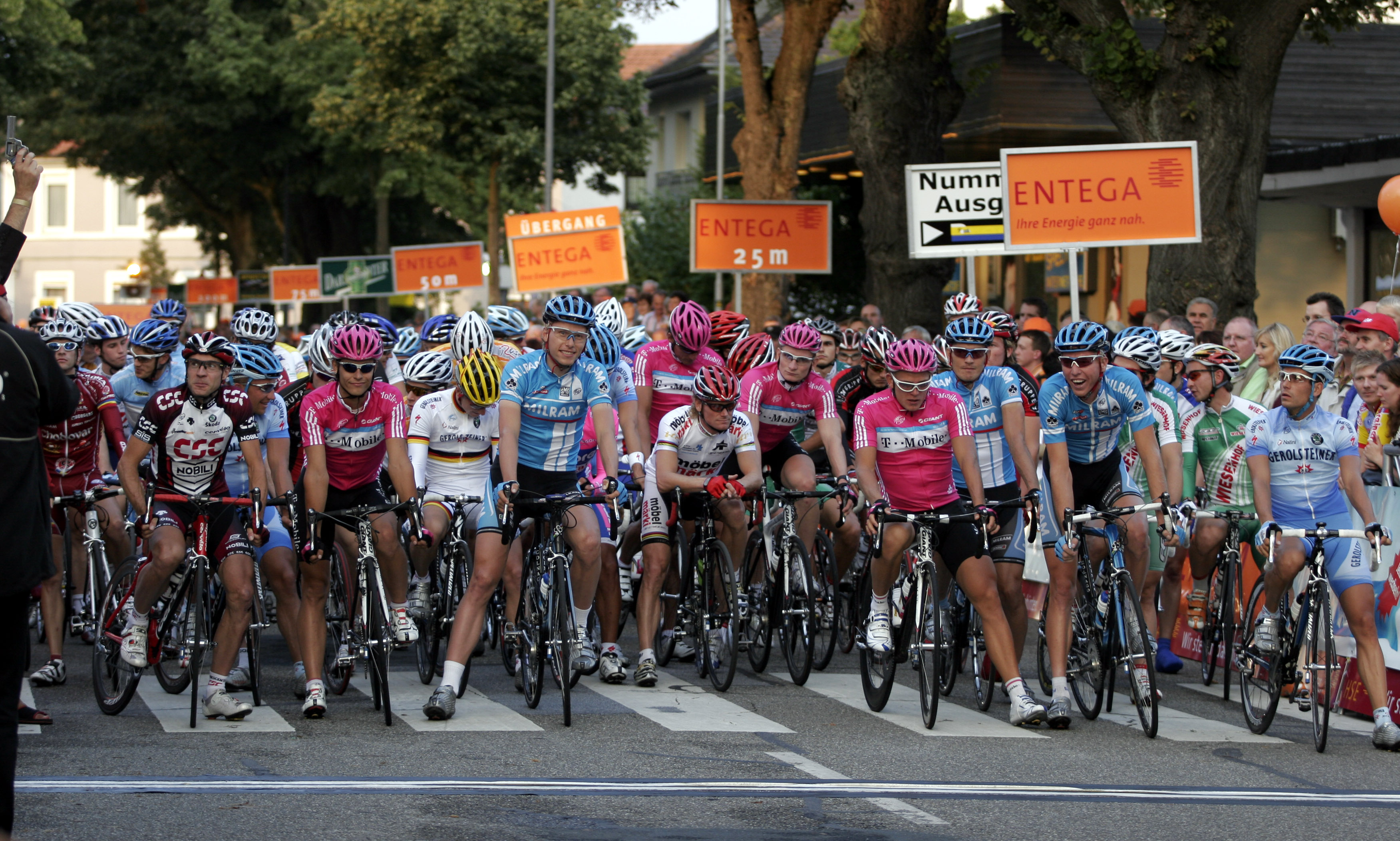
Coureurs cyclistes au départ d'une course.

En course, lors de compétitions professionnelles, le port du casque est obligatoire dans toutes les disciplines afin d'éviter les accidents, tout comme pour le triathlon. De plus, depuis le 1er janvier 2000, l’UCI a réglementé le poids minimum des bicyclettes à 6,8 kg (article 1.3.019).

## Types du cyclisme sportif
Le principe du cyclisme dans sa version sportive est de parcourir une distance donnée à bicyclette le plus rapidement possible. Les concurrents sont répartis dans des catégories en fonction de leur âge, de leur sexe et de leur niveau. Pratiqué dans le cadre d'une association ou en individuel, avec inscription à une épreuve ou en sortie libre, il s'agit du cyclosport dont les pratiquants sont les cyclosportifs.
Le cyclisme sur route comprend plusieurs types d'épreuves incluant la « course à étapes » (Tour de France, Tour d'Espagne, Tour d'Italie, Tour de Suisse, Tour de Belgique, Tour de Pologne) ; la « course classique », course en ligne d'un jour (Paris-Roubaix, Tour de Lombardie, Liège-Bastogne-Liège, par exemple) ; la course « contre-la-montre », (Grand Prix des Nations, par exemple) et la course « contre-la-montre par équipe » (Eindhoven Team Time Trial, par exemple). Il est dit du cyclisme sur route que c'est un sport d'équipe, mais à classement individuel[réf. nécessaire].
Les épreuves de cyclisme sur piste se déroulent sur des vélodromes et prennent des formes plus diversifiées : il existe des épreuves individuelles et des épreuves par équipes, des épreuves de sprint, de demi-fond et de fond. Les plus connues sont la vitesse, la poursuite et le kilomètre. Les principales compétitions sont les Jeux olympiques et les Championnats du monde de cyclisme sur piste. Le cyclocross est une spécialité hivernale, qui se court en circuit. La course dure une heure environ, sur un revêtement souvent mixte (asphalte et terre). Le BMX est essentiellement caractérisé par sa très petite taille et ses roues de 20", ce qui lui confère une maniabilité sans égale et a permis la création de plusieurs disciplines : race, dirt, flat, rampe, street.
Le vélo tout terrain, également appelée VTT, est la plus récente du cyclisme sportif. Le vélo tout terrain (ou Mountain Bike) a été inventé aux États-Unis en 1970. Il a été importé en France quelques années plus tard. Ce terme désigne également le vélo avec lequel cette discipline est pratiquée : compte tenu de sa polyvalence, ce type de vélo est, avec le VTC, le plus vendu en France actuellement.
Les épreuves cyclosportives (ou cyclosport) sont à mi-chemin entre le cyclotourisme des randonneurs et la compétition cycliste, mais il s'agit d'épreuves de masse proposées à tous les cyclistes : les organisateurs proposent des dossards, un classement et un chronométrage comme dans les marathons de course à pied. En France, plus de 150 sont dénombrées, la plus célèbre et la plus ancienne étant « La Marmotte », créée en 1982 dans les Alpes, qui attire plus de 8 000 participants.
Le cyclisme handisport est un sport dérivé du cyclisme et des compétitions existent depuis les années 1960.
Pour participer aux courses les coureurs doivent être licensiés de la FFC ou UFOLEP. Malgré l'engouement prononcé pour le cyclisme ces trois dernières années, le nombre de licensiés baisse et est passé de 112 000 à 104 000 licenciés entre 2019 et 2020.

## Championnats

### Jeux olympiques
Le sport cycliste est inscrit de longue date au calendrier des Jeux olympiques d'été. Les épreuves sont ouvertes tant aux hommes qu'aux femmes. Les épreuves sur route incluent la course en ligne et l'épreuve du contre-la-montre. Le cyclisme sur piste est également présent avec différentes disciplines et, depuis quelques années, le mountain-bike et le BMX ont été inclus au programme.
Le cyclisme handisport ou paracyclisme est devenu un sport officiel aux Jeux paralympiques depuis les Jeux paralympiques d'été de 1988 à Séoul, avec une version sur route aux Jeux paralympiques d'été de 1996 à Atlanta.

### Nationaux et continentaux
Chaque pays organise ses propres championnats pour déterminer les meilleurs athlètes par discipline. Les Championnats de France de cyclisme sont organisés tous les ans par la Fédération française de cyclisme. Ils rassemblent des athlètes par équipes et par régions et se déclinent par catégories d'âge (cadets, juniors, espoirs et élite). En Europe, il existe des championnats d'Europe dans chaque discipline.

### Championnats du monde de cyclisme urbain
Les championnats du monde de cyclisme urbain sont organisés depuis 2017. Ils rassemblent trois disciplines : le trial, le BMX Freestyle Park et le BMX Freestyle Flatland[réf. nécessaire].

### Alleycat
Se tiennent également des compétitions appelées alleycats' (mot anglais pour « chat de gouttière »), épreuves cyclistes d'orientation, en autonomie et sur route ouverte.

## Personnalités
La rédaction de L'Équipe magazine a établi un classement des 100 sportifs du siècle. Eddy Merckx, classé neuvième, est le premier d'entre eux. Quatre autres cyclistes ont été retenus : Fausto Coppi, Jacques Anquetil, Alfredo Binda et Bernard Hinault. Tous sont issus de la route et aucune femme ne figure dans ce classement. Par ailleurs, Eddy Merckx a été élu « Coureur du siècle » par l'UCI. Chaque année, plusieurs titres de meilleurs coureurs sont décernés. Le plus prestigieux de ces honneurs reste le Vélo d'or. Citons également le Mendrisio d'or et le coureur UCI de l'année.

## Performances et records
La piste est également utilisée pour établir des records de temps sur une distance déterminée, ou de distance parcourue pendant une durée déterminée. Le plus célèbre est le record de l'heure, qui consiste à parcourir seul la plus grande distance possible pendant une heure. L'histoire du record de l'heure a été jalonnée par les exploits des plus grands coureurs spécialistes du contre-la-montre sur route ou de la poursuite sur piste (parmi lesquels Fausto Coppi, Jacques Anquetil, Eddy Merckx, Francesco Moser, Miguel Indurain peuvent être cités).
La plus grande vitesse jamais atteinte sur du plat, l'a été par le Néerlandais Sebastiaan Bowier en septembre 2013, portant le record du monde à 133,78 km/h, sur son vélo couché hautement aérodynamique, grâce à un carénage aérodynamique. C'est le record toutes catégories pour les véhicules à propulsion humaine.

## Ultracyclisme
L'ultracyclisme est une discipline regroupant les compétitions disputées sur de très longues distances. L'épreuve la plus connue de l'ultracyclisme avec assistance véhiculée est la Race Across AMerica (RAAM)[réf. nécessaire].

## Cyclisme féminin
À la fin du XIXe siècle, le vélocipède moderne, enfin stable, connaît un formidable engouement. Tandis que des médecins s’évertuent à dénoncer ses "dangers" pour le "sexe faible", des femmes défient l’ordre établi, s’affranchissent des codes vestimentaires en vigueur – avec la naissance du bloomer, une sorte de jupe-culotte – et goûtent à une liberté de mouvement inédite en enfourchant leur deux-roues. 

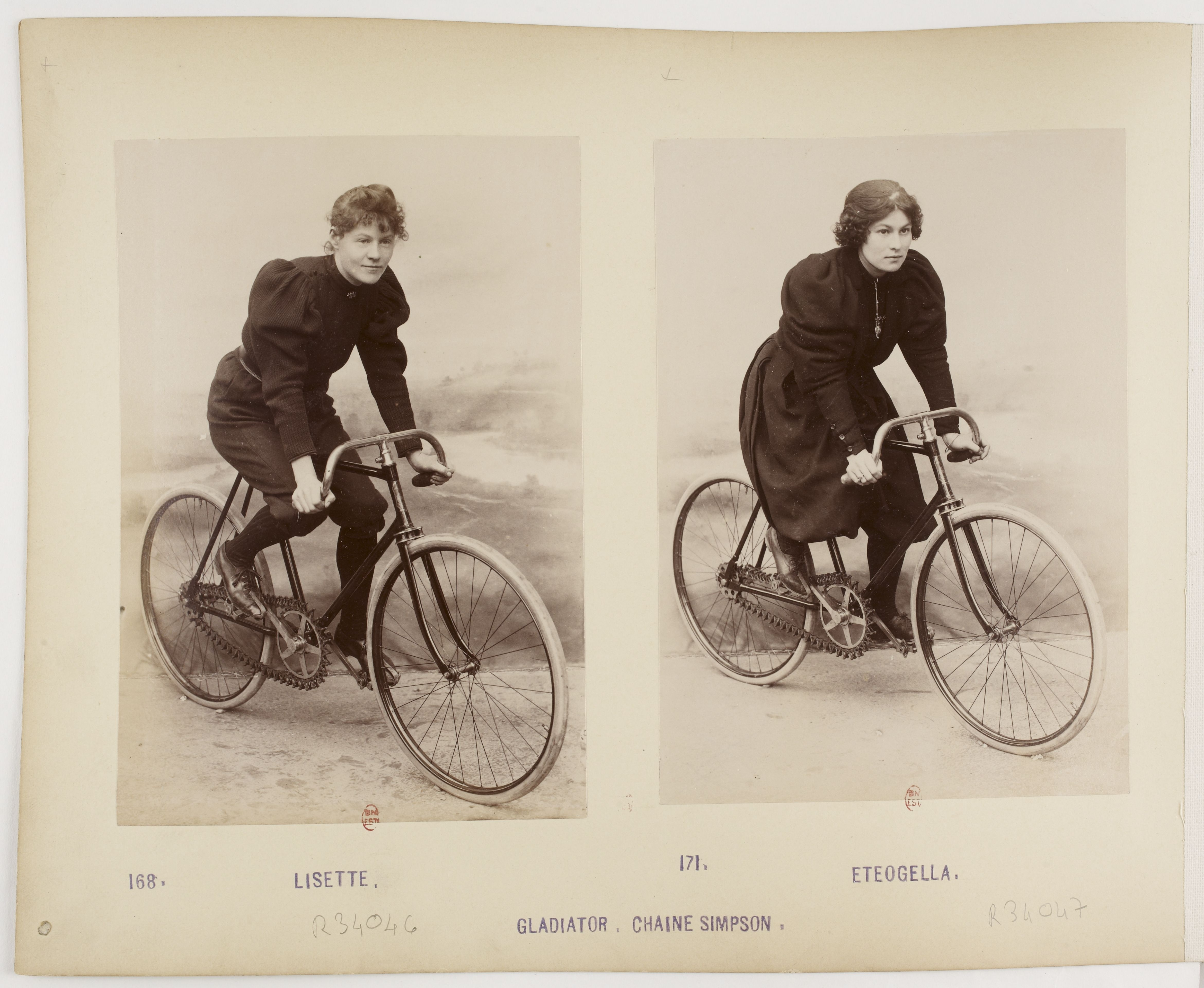
Lisette et Eteogella, collection Jules Beau, T. 2. Année 1896

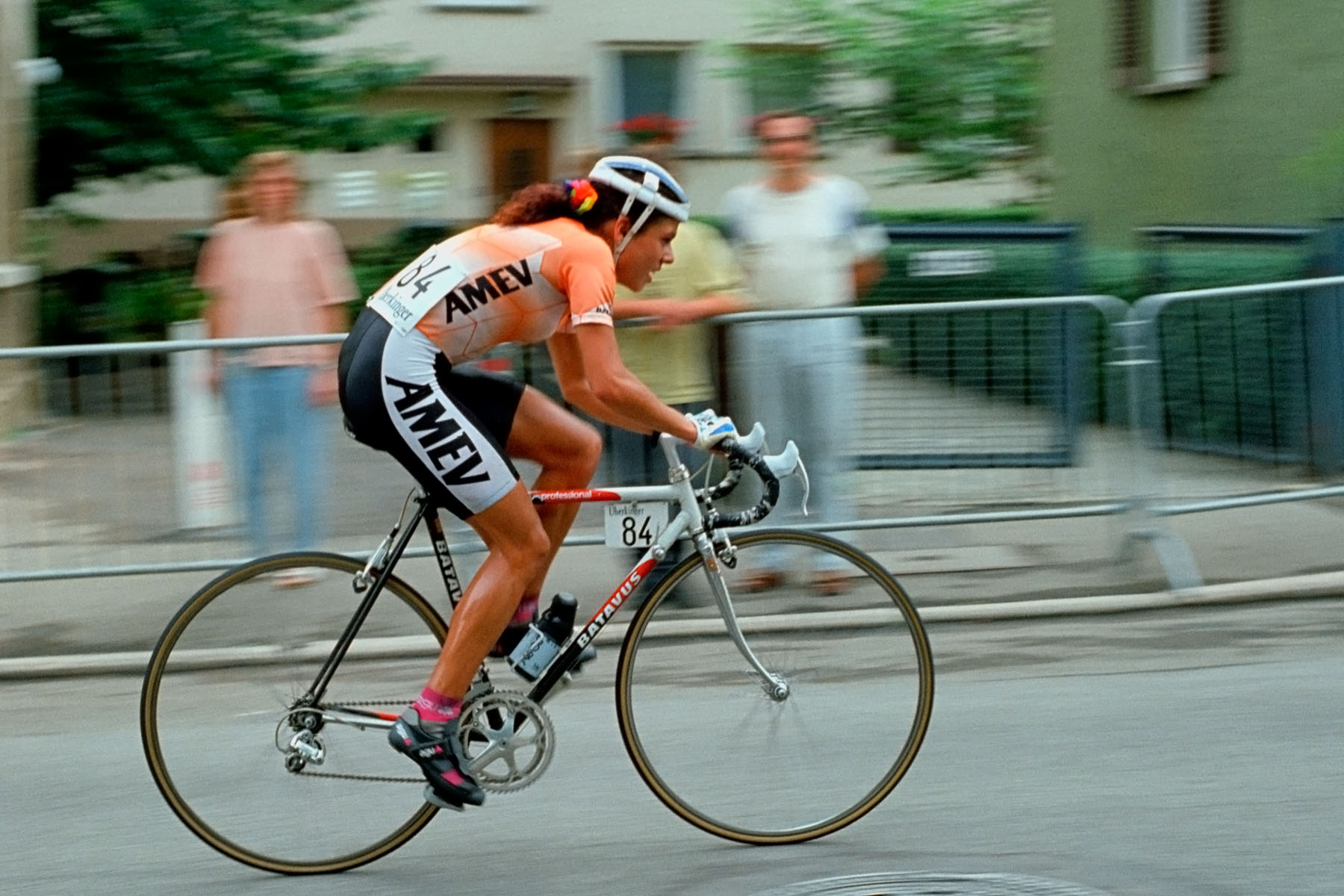
Leontien van Moorsel en 1991.

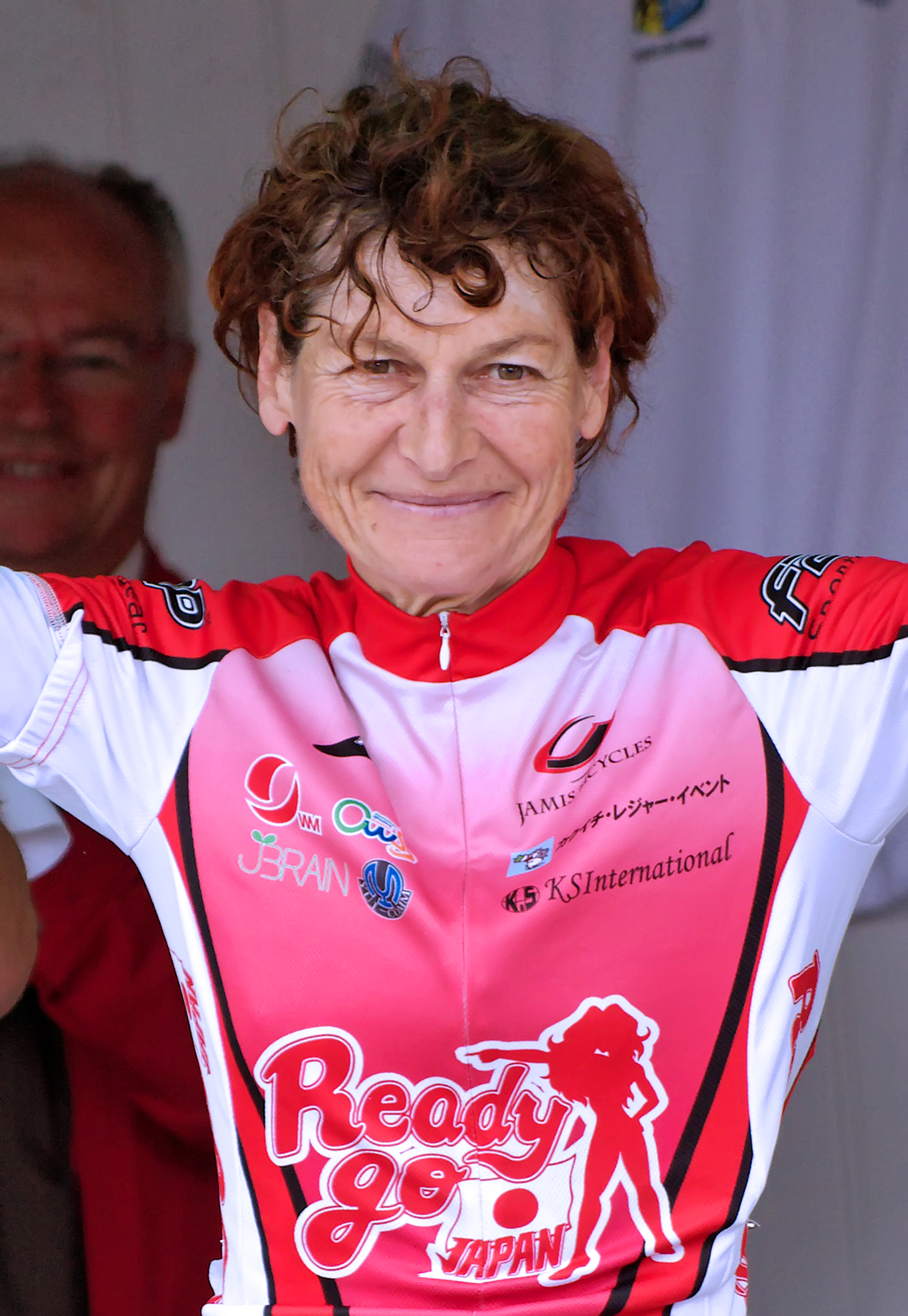
Jeannie Longo en 2009.

L’essor du cyclisme féminin est devenu emblématique d’un mouvement plus large en faveur de l’égalité des sexes dans le sport. Les femmes ont commencé à adopter le cyclisme comme moyen d’expression personnelle et d’activité physique. L’acceptation croissante de la participation des femmes aux compétitions cyclistes a catalysé un changement culturel qui a remis en question des normes sociétales de longue date. "La bicyclette a fait plus pour l’émancipation des femmes que n’importe quelle chose au monde", affirmait en 1896 la militante américaine des droits civiques Susan B. Anthony. Des figures pionnières comme Annie Londonderry, première femme à boucler un tour du monde à vélo ; l'afro-américaine Kittie Knox, devenant membre de la League of American Wheelmen (en), la ligue américaine de cyclisme ; la cascadeuse belge Hélène Dutrieu ; la coureuse transalpine Alfonsina Strada, qui prit part à deux Tours d’Italie sont devenues des noms connus du grand public, attirant l’attention du public et inspirant d’autres personnes par leurs exploits. À la fin du  XIXe siècle, des courses entre coureuses britanniques et françaises ont lieu au Royal Aquarium à Londres,. À Buffalo, des meetings féminins sont donnés ; les championnes avaient pour nom Marie Tual, Clara Grace, mesdemoiselles Eteogella, Serpolette, Reillo, Blanche, Georgette, Marcelle ou Lisette ou encore Hélène Dutrieu. 
Resté anecdotique pendant de nombreuses années, le cyclisme féminin est reconnu par l'Union cycliste internationale mais aussi par la Fédération française de cyclisme. Ce ne fut pas toujours le cas : en France, en 1941, sous le régime de Vichy, Jean Borotra interdit aux femmes de participer à des compétitions cyclistes, jugeant que le ce sport est nocif pour elles. Cette pratique prend un essor important avec l'organisation, en 1984, du Tour de France féminin. En effet, la Grande Boucle féminine internationale (anciennement Tour de France féminin) est une course cycliste sur route par étapes, qui s'est disputée chaque année entre 1984 et 2009 en France, exclusivement par des femmes. La course était considérée comme l'un des trois grands tours féminins avec le Tour d'Italie féminin et le tour de l'Aude. 
De 1984 à 1989, un Tour de France féminin est couru en lever de rideau de l'épreuve masculine. Cette épreuve est organisée par la Société du Tour de France organisatrice du Tour de France. En 1990, cette épreuve change de nom et de format : elle devient le Tour de la CEE féminin qui s'arrête en 1993.
Les jeux olympiques accueillent une épreuve féminine sur route depuis 1984, des compétitions féminines sur piste depuis 1988. En 2012, pour rétablir la parité aux jeux olympiques de Londres, le programme du cyclisme féminin est similaire au programme du cyclisme masculin : il comprend une course sur route (médaille d'or pour Marianne Vos, néerlandaise), une course contre la montre (médaille d'or pour Kristin Armstrong, américaine), une épreuve de vitesse (médaille d'or pour Anna Meares, australienne), une compétition de keirin féminin (médaille d'or pour Victoria Pendleton, britannique), l'omnium (médaille d'or pour Laura Kenny, britannique), la vitesse par équipes, la poursuite par équipes, ainsi qu'un cross-country en V.T.T. (médaille d'or pour Julie Bresset, française) et une compétition de B.M.X. (médaille d'or pour Mariana Pajón, colombienne).
La Coupe du monde de cyclisme sur route féminine a été créée en 1998.
Alors que les championnats du monde ont été créés en 1895, le championnat du monde de cyclisme sur route féminin n'est apparu qu'en en 1958. 
Certaines épreuves, comme le 500 m femmes, sont toutes récentes. Réservées aux femmes, elles se disputent, seule contre la montre sur 500 mètres, départ arrêté avec un classement au temps. La cycliste accélère le plus rapidement possible jusqu'à sa vitesse maximale, puis tente de la maintenir jusqu'à la ligne d'arrivée. Les meilleurs temps pour le 500 mètres départ arrêté tournent autour de 34 secondes. Les tactiques ne sont pas prédominantes dans cette compétition. Il s'agit purement d'un test de puissance et de techniques précises.

## Santé

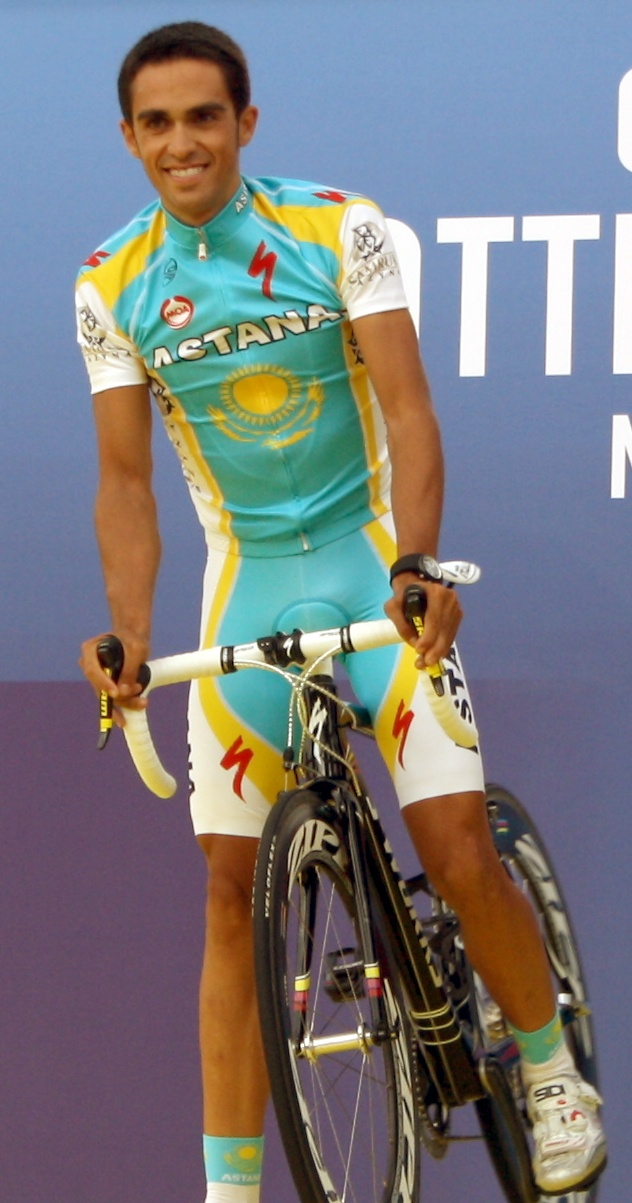
Alberto Contador, au Tour de France 2010.

La pratique du cyclisme peut avoir des conséquences à long terme sur la santé de ses pratiquants.

### Bénéfices
Les exercices physiques du cyclisme sont liés à l'amélioration de la santé et au bien-être. Elles assurent, selon la plupart des études de santé,, la perte de poids, améliorent l’endurance, diminuent les temps de récupération, permettent d'éviter les maladies cardiovasculaires liées à l'âge et amplifient les voies respiratoires. Tous ces effets sont bons à long terme. Néanmoins, les risques sont prépondérants en cas d'efforts trop fréquents[source insuffisante]. Bien qu'exposé à la pollution automobile, les bénéfices semblent[réf. nécessaire] l'emporter sur les effets de cette pollution, par rapport aux autres modes de déplacements.

### Blessures
La pratique du cyclisme ne se fait pas sans risque de blessure.
Les traumatismes crâniens représentent, selon une étude de 2012, environ une personne sur vingt des tués et blessés graves en agglomération ; la moitié des accidents sont d'ailleurs liés[pas clair] à ce type de traumatisme. Les deux tiers des cyclistes accidentés dont le pronostic vital a été engagé présentaient effectivement un traumatisme crânien. Le cycliste peut également endurer des crampes, des fractures osseuses en cas de chute, un malaise, etc. Des douleurs à plus long terme peuvent également être la cause des blessures ressenties à vélo comme les hernie discale ou une tendinite… La vulve de la cycliste, présente chez une cycliste professionnelle sur cinq environ, est une déformation des grandes lèvres en raison du poids et du frottement des parties génitales contre la selle.

## Presse écrite
Depuis les origines du cyclisme, une presse spécialisée a accompagné son essor, tant celui du cyclisme de compétition que celui du cyclisme de loisir et du cyclotourisme. Pour la France, des ouvrages ont fait le recensement de cette littérature. De 1946 jusqu'aux débuts des années 1970, la presse sportive généraliste quotidienne (L'Équipe), hebdomadaire (Miroir Sprint, Miroir des sports), mensuelle (Sport digest, Sport collection, Sport mondial, Sport & vie) a dominé le marché en ouvrant largement ses colonnes au vélo. À partir de 1960, la presse magazine cycliste à périodicité mensuelle, prend le relais avec principalement :
- La France cycliste, organe de la Fédération française de cyclisme[30], paraît de 1946 à 2014 ;
- Miroir du cyclisme, bimestriel la première année puis mensuel, de janvier 1960 à avril/mai 1994 ;
- l'Équipe cyclisme magazine, en parution mensuelle à partir de décembre 1968, suivi de Cyclisme magazine en 1975, transformé en Vélo en 1978, puis en Vélo magazine en 1984. Un temps appelées Vélo-sprint 2000, ces parutions relevaient toutes du groupe L'Équipe ;
- Sprint international, de mars 1981 à 1986, puis Sprint 2000, d'août 1986 à décembre 1988 ;
- Cyclisme international, de avril 1986 à février 2004 ;
- Vélo Un , de 1993 à 1999 ;
- Le Cycle, de création plus ancienne, ouvert aux constructeurs de cycles et aux techniques du vélo, modernisé au début des années 1980.

Actuellement, la presse cycliste magazine est représentée par de nombreux titres, couvrant l'ensemble des activités cyclistes. Pour la France seule, par ordre d'ancienneté de parution :
- Cyclotourisme est édité par la Fédération française de cyclotourisme[32] depuis 1953.
- Vélo Magazine, édité par le groupe industriel auquel appartient le quotidien L'Équipe, poursuit sa parution avec constance depuis les années 1970[33].
- Le Cycle, « magazine des pratiquants du cyclisme »[34].
- VTT Magazine parait depuis 1988. Avec le titre suivant il accompagne la montée en France de la pratique du Vélo tout terrain[35].
- Vélo vert, créé en 1989, s'adresse à la même clientèle[36].
- Cyclo passion, « officiel du pratiquant », créé en 1994 par l'équipe éditoriale de Vélo Un[37].
- Top vélo paraît depuis 1997[38].
- Cyclo sport[39].
- Vélo tout terrain[40].
- Planète cyclisme, créé en 2005, de parution bimestrielle régulière, prend la suite des magazines cyclistes indépendants des organisateurs de courses, avec modernisme[41].
- Bike magazine, créé en 2007[42].
- Only bike, magazine créé en 2008[43] se concentre sur des annuaires très complets, créés dès 2003.
- Mountain bike action magazine[44].
- Le monde du vélo.
- Pédale !, parution irrégulière de numéros « hors-série » au moment du Tour de France.
- Le Sport Vélo, créé au début de l'année 2011 (après 1 premier essai en 2004) cessait sa parution en août 2013 après 27 numéros.

#### Ouvrages illustrés
- Collectif (trad. de l'anglais), Le cyclisme en infographie, Paris, L'imprévu, 2016, 128 p. (ISBN 979-10-295-0405-1)